# Linalol
O linalol (3,7-dimetil-octa-1,6-dien-3-ol) é um monoterpeno referido como um componente prevalente nos óleos essenciais em várias espécies de plantas aromáticas, presente em 2 isômeros espaciais. É um importante componente químico aromático largamente usado como fixador de fragrâncias na indústria cosmética mundial, com ponto de ebulição de 199 ºC e solubilidade em água de cerca de 1,5g/L.

## Pesquisas
Estudos farmacológicos revelaram os efeitos analgésicos do linalol, bem como os mecanismos de ação do monoterpeno no organismo. Revelou-se a indução de uma redução da liberação suscitada de acetilcolina, ligada a alguma interação com a função pré-sináptica. Também o efeito inibidor do linalol sobre as ligações glutamato foi observado em córtex de rato. Tais estudos fornecem assim uma base racional para o consagrado uso de plantas que o possuem em sua composição (manjericão, bergamota e Aeolanthus suaveolens entre outras).[carece de fontes?]
Outra capacidade atribuída há pouco tempo ao linalol é a inibição do desenvolvimento de larvas do mosquito da dengue Aedes aegypt. As águas residuais da extração deste óleo são, assim, uma alternativa ao uso de inseticidas sintéticos na prevenção desta doença epidêmica.[carece de fontes?]